# Kołki (rejon klecki)
Kołki (biał. Колкі, Kołki; ros. Колки, Kołki) – wieś na Białorusi w obwodzie mińskim w rejonie kleckim, w sielsowiecie Morocz.

## Historia
W okresie II Rzeczypospolitej miejscowość znajdowała się w województwie nowogródzkim, w powiecie nieświeskim, w gminie Zaostrowiecze. W 1921 miejscowość liczyła 481 mieszkańców, zamieszkałych w 90 budynkach, w tym 455 Białorusinów, 16 Żydów i 10 Polaków. 455 mieszkańców było wyznania prawosławnego, 16 mojżeszowego, 6 rzymskokatolickiego i 4 muzułmańskiego.
Miejscowość położona była wówczas przy granicy ze Związkiem Sowieckim. Na początku lat 20. mieściła się tutaj placówka 29 Batalionu Celnego. Od 1924 znajdowała się tutaj strażnica KOP „Kołki” („Jastrzębów”).
W czasie II wojny światowej wieś została spacyfikowana.
Po II wojnie światowej w granicach Związku Sowieckiego. Od 1991 w niepodległej Białorusi.